# Попугай (фильм)

Попугай (швед. Papegojan, англ. The Night Visitor, нем. Der unheimliche Besucher) — кинофильм (психологический триллер) режиссёра Л. Бенедека с участием известных артистов М. фон Зюдова и Л. Ульман. Мировая премьера состоялась 7 февраля 1972 года в Швеции.

## Синопсис
Крестьянин Салем (М. фон Зюдов) по лжесвидетельству его сестры (Л. Ульман) и её супруга (П. Оскарссон) приговорён за убийство к смертной казни. Чтобы избежать её, Салем притворяется психически неполноценным и вынужден пожизненно отбывать наказание в охраняемом сумасшедшем доме, больше похожем на мрачную тюрьму, чем на больницу. Чтобы отомстить своим родственникам, Салем разрабатывает
сложный и хитроумный план. Ночами он покидает психушку и жестоко убивает одного обидчика за другим, оставаясь при этом незамеченным. Местный инспектор полиции (Т. Ховард) пребывает в недоумении: хотя растущий список убиенных явно указывает на Салема, его алиби в строго охраняемой цитадели остаётся непробиваемым…

## Саундтрек
Автор саундтрека — знаменитый голливудский кинокомпозитор Генри Манчини — применил в партитуре синтезатор, 12 духовых инструментов, орган, два фортепиано и два клавесина, причём один из клавесинов (для создания эффекта расстроенного сознания главного героя) он настроил четвертью тона ниже.